# ZAngband
ZAngband è un videogioco di ruolo in stile Rogue. È una delle più famose varianti di Angband disponibile per molti sistemi diversi, compresi Acorn RISC, Amiga, DOS, Linux, Windows e molte versioni di Unix.
La Z di "ZAngband" sta per Zelazny, poiché il gioco è ispirato alle Cronache di Ambra di  Roger Zelazny invece che all'opera di J. R. R. Tolkien (secondo altri, la "Z" sta invece per "Zany", cioè bizzarro, clownesco).
ZAngband è stato sviluppato in origine da Topi Ylinen, è stato curato per un certo tempo da Robert Rühlmann, ed è al momento sotto la responsabilità di un gruppo di sviluppatori sotto la guida di Steven Fuerst. Tuttora vengono aggiunte nuove funzionalità; a partire dalla versione 2.4.0 è stato introdotto il sistema di combattimento di OAngband. In seguito è stato aggiunto un nuovo sistema di terre selvagge che lo differenzia da ToME e Hengband (altri derivati di Angband).